# Brochoneura dardainii
Brochoneura dardainii là một loài thực vật có hoa trong họ Myristicaceae. Loài này được Heckel mô tả khoa học đầu tiên năm 1908.